# Бойко Петро Карпович
Бойко Петро Карпович (12 липня 1923, с. Затишне Божедарівського району Дніпропетровської обл. — 11 вересня 2015, м. Кременчук Полтавської обл.) — український педагог, директор Лохвицького (згодом — Кременчуцького) педагогічного училища (1959—1987 рр.), заслужений вчитель УРСР, відмінник освіти.

## Біографія
Петро Карпович Бойко народився 12 липня 1923 року в селі Затишна Божедарівського району Дніпропетровської області.
У серпні 1941 року, коли йому виповнилося тільки 18 років, вступає до Артилерійського училища у місті Томську. Закінчивши навчання у травні 1941 року, йде на фронт у званні молодшого лейтенанта. З 1941 по 1945 роки пройшов з боями по рідній і чужій землі. Був поранений у боях за м. Ізюм Харківської області у 1941 році, а також отримав сковзне кульове поранення грудей у битві за м. Кенігсберг у 1945 році. За героїзм і відвагу було нагороджено медаллю «За взяття Кенігсберга» (1945). Демобілізований у 1945 році у званні капітана.
У 1948 році здобув вищу освіту у Дніпропетровському державному університеті за спеціальністю «Учитель російської мови та літератури».
З серпня 1948 р. по серпень 1955 р. працював викладачем російської мови і літератури Гуляйпільського педучилища, з серпня 1955 р. по серпень 1956 р. — викладачем педагогіки і психології Великосорочинського педучилища, з серпня 1956 р. — викладачем педагогіки Лохвицького педучилища.
У серпні 1958 р. був переведений на посаду директора Лохвицької середньої школи № 1, а з вересня 1959 р. — на посаду директора і викладача педагогіки Лохвицького педучилища.
У 1969 році саме з ініціативи Бойка П. К. педагогічне училище було переведене з Лохвиці до Кременчука. Під його керівництвом педучилище стало одним з перших навчальних закладів України, де було створено кабінетну систему і комплекс методичного забезпечення навчально-виховного процесу.
Працював директором до січня 1987 року, а з 1987 по 2002 рр. — викладачем психології педучилища.
12 років був членом редколегії журналу «Початкова школа», неодноразово виступав на сторінках журналів «Початкова школа», «Радянська школа» з питань організації навчально-виховного процесу. Протягом 10 років був членом методичної ради Міністерства вищої і середньої спеціальної освіти УРСР. Був делегатом 4-х з'їздів учителів України.

## Нагороди та відзнаки
- Орден Жовтневої Революції
- Орден Вітчизняної війни І ступеня
- Орден Червоної Зірки
- Орден Богдана Хмельницького III ступеня
- Заслужений вчитель УРСР
- Медаль А. С. Макаренка
- Відмінник народної освіти УРСР

За високі заслуги у навчально-виховному процесі П. К. Бойко удостоєний довічної стипендії Президента України.